# فرانک (نقاشی)

فرانک (۱۹۶۹ میلادی) اثر چاک کلوز

فرانْک (به انگلیسی: Frank) یکی از نقاشی‌های معروفی چاک کلوز (زادهٔ ۱۹۴۰ میلادی در مونرو، واشنگتن) نقاش و عکاس معاصر آمریکایی است. این اثر فوتورئالیستی در سال ۱۹۶۹ میلادی به روش اکریلیک روی بوم و در ابعاد ۲۷۴٫۳ در ۲۱۳٫۴ سانتی‌متر تهیه شده‌است. مدلِ این اثر خودِ فرانک نبوده، بلکه عکسی از وی در سال‌های ابتدایی دهه ۱۹۶۰ به ابعاد ۲۵ در ۲۰ سانتی‌متر بوده‌است. 
چاک کلوز از سوژه‌های خود عکس می‌گرفت و با دقت فراوان، محتوای عکس را بر روی بوم پیاده می‌کرد. وی همچنین شیوه‌ای را نیز که در آن دوربین عکاسی، درست مثل چشم انسان که در یک زمان با محو کردن نواحی مشخص بر یک ناحیه خاص تمرکز می‌کند را شبیه‌سازی کرده‌است. او با این روش بیننده را با بعدی دیگر از قوه ادراکش آشنا می‌کند. 
نقاش در مورد این اثر گفته است: «‌کار در چنین مقیاس بزرگی، بیننده را وادار می‌کند تا سطح اثر را تکه به تکه متفاوت با شیوه‌ای که عادت به دیدن در دیگر آثار نقاشی دارد، ببیند. جزئیاتی که می‌تواند شامل سوراخ‌ها و منافذ ریز پوستی، مو یا شاید حتی الگویی انتزاعی از مشکی، خاکستری و سفید باشد.‌» 
این اثر هم‌اکنون در موسسه هنرهای مینیاپولیس در ایالات متحده آمریکا نگهداری می‌شود.